# Dłoń (singel)
Dłoń – piosenka i pierwszy singel z pierwszego "dorosłego" albumu Natalii Kukulskiej pt. Światło. Singel został wydany 24 czerwca 1996 przez Izabelin Studio. Utwór odnosi się do przedwcześnie zmarłej matki Kukulskiej - Anny Jantar.

## Twórcy
- muzyka - Jarosław Kukulski
- słowa - Marek Dutkiewicz
- śpiew - Natalia Kukulska
- gitara - Marcin Żabiełowicz
- gitara basowa - Janusz Witaszek
- instrumenty klawiszowe, fortepian - Mirosław Hoduń
- perkusja - Tomasz Stryczniewicz
- produkcja muzyczna - Jarosław Kukulski
- aranżacja - Jarosław Kukulski
- realizacja i miks - Stanisław Bokowy

## Notowania
- Lista Przebojów Radia Lublin: 1
- Top 15 - Wietrzne Radio (Chicago): 3[2]
- 30 Ton Lista, lista: 15[3]